# Alessandro Golinucci
Alessandro Golinucci (Borgo Maggiore, 10 de outubro de 1994) é um futebolista samarinês que joga como meio-campista. Atualmente defende o Virtus e a seleção nacional.

## Carreira em clubes
Formado na base do San Marino Calcio, Golinucci jogou por Sammaurese, Tropical Coriano e Pietracuta, times da sétima e sexta divisões do Campeonato Italiano. Em fevereiro de 2021, voltou a San Marino para defender o Virtus.

## Carreira na seleção
A estreia de Golinucci pela seleção de San Marino, onde havia jogado anteriormente pelas equipes de base, foi em março de 2015, contra a Eslovênia, pelas eliminatórias da Eurocopa de 2016. Disputada em Liubliana, a partida terminou com vitória dos mandantes por 6 a 0. Foi nomeado capitão da Sereníssima no jogo contra a Finlândia, em junho de 2023, e em outubro do mesmo ano fez seu primeiro gol pela seleção na derrota por 2 a 1 para a Dinamarca, ambos pelas eliminatórias da Eurocopa de 2024.
Em novembro de 2024, marcou o terceiro gol da vitória sobre Liechtenstein na Liga das Nações da UEFA D, a segunda de San Marino em jogos oficiais e a terceira na história da seleção, tornando-se ainda o terceiro jogador que atingiu a marca de 2 gols, igualando Lorenzo Lazzari (que havia empatado o jogo no segundo tempo) e Manuel Marani, que defendeu a Sereníssima entre 2003 e 2012.

## Vida pessoal
Fora dos gramados, trabalha na fábrica de distribuição de uma empresa de brinquedos . Seu irmão, Enrico Golinucci, atua como meia-atacante e também é convocado para a Seleção de San Marino desde 2014.

## Títulos
Virtus
- Campeonato Samarinês: 2023–2024
- Copa Titano: 2022–23[7]
- Supercopa de San Marino: 2023